# Martin Nadaud (stanice metra v Paříži)
Martin Nadaud je zrušená stanice pařížského metra, která byla součástí linky 3 a ležela ve 20. obvodu v Paříži mezi stanicemi Gambetta a Père Lachaise. Byla uzavřena 23. srpna 1969 při přestavbě stanice Gambetta.

## Historie
Stanice byla otevřena 25. ledna 1905 při prodloužení linky do stanice Gambetta. V průběhu 60. let 20. století již nedostačoval provoz hromadné dopravy ve zdejší čtvrti a proto bylo rozhodnuto o rozšíření metra ze stanice Gambetta do stanice Gallieni.
Také se z dosavadního úseku linky 3 Gambetta ↔ Porte des Lilas měla stát samostatná linka 3 bis. Dosavadní konečná stanice Gambetta musela být přestavěna a rozšířena pro přestup mezi linkami 3 a 3bis. Stanice Martin Nadaud se nacházela pouhých 232 metrů od stanice a proto byla při přestavbě zrušena a začleněna do nově rozšířené stanice Gambetta. Vchody a prodejna jízdenek bývalé stanice jsou dnes vstupem do stanice Gambetta. Ke sloučení stanic došlo 23. srpna 1969. Dne 27. března 1971 se osamostatnila linka 3bis a byla otevřena prodloužená trasa do Porte de Bagnolet.

## Název
Stanice má jméno po francouzském politikovi Martinu Nadaudovi (1815-1898), po kterém bylo pojmenováno nedaleké náměstí (Place Martin Nadaud).